# Šikišima (PLH-31)
Šikišima (PLH-31) byla oceánská hlídková loď japonské pobřežní stráže.

## Stavba
Stavba oceánská hlídkové lodě Šikišima byla objednána roku 1989 u loděnice Ishikawajima-Harima Heavy Industries. Stavba byla zahájena 28. dubna 1990, trup byl na vodu spuštěn 27. června 1991 a konečně 8. dubna 1992 byla Šikišima přijata do služby. Původním hlavním posláním plavidla měl být doprovod lodí převážejících plutonium pro japonské jaderné elektrárny ze zpracovatelského závodu ve Francii. Tak že bez jediné zastávky doplují z Evropy až do Japonska. To se však neuskutečnilo.
Plavidlo bylo vyřazeno ze služby 15. dubna 2024.

## Konstrukce

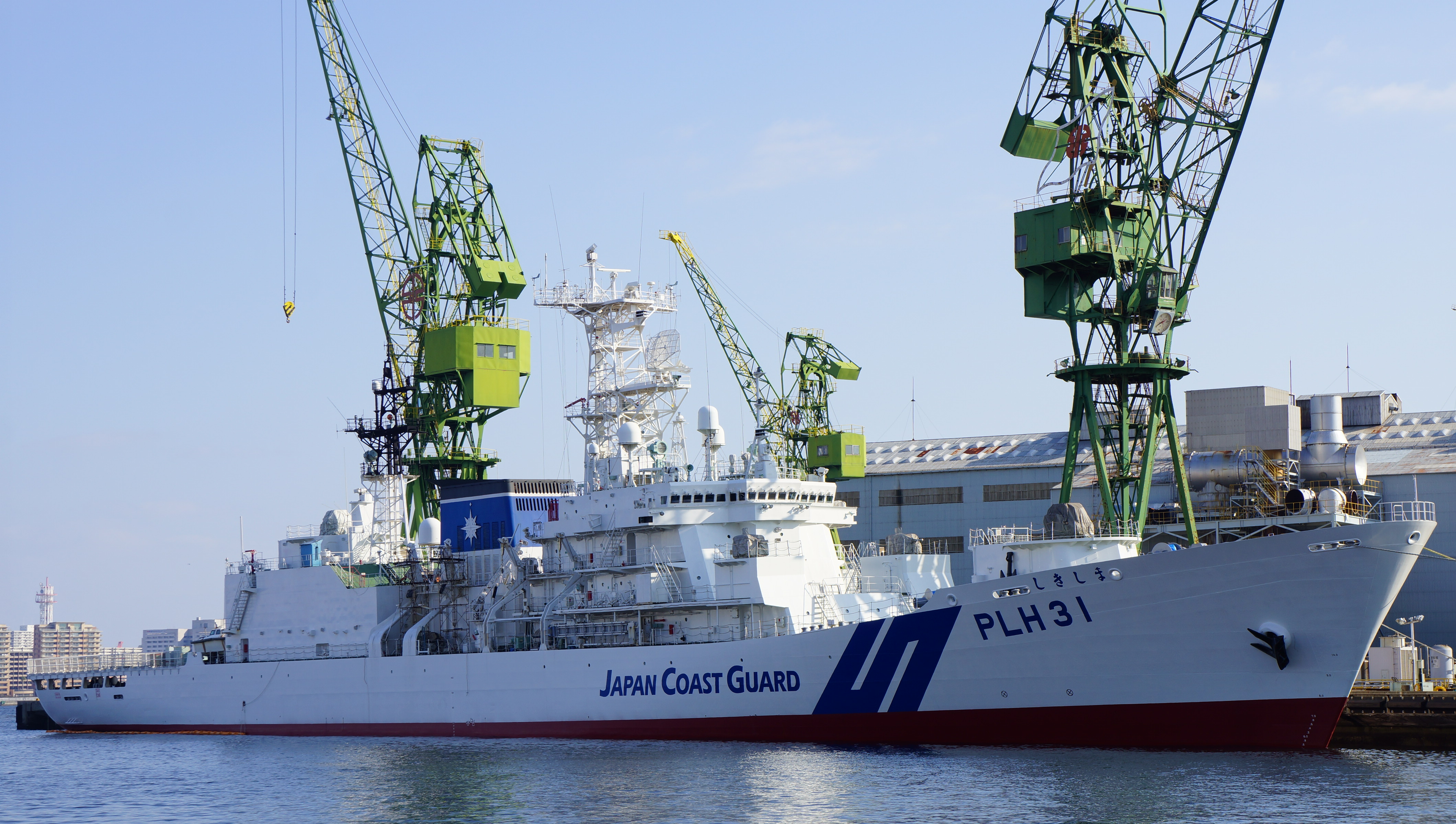
Šikišima (PLH 31)

Elektroniku tvoří navigační radar JMS 1596, pozemní vyhledávací radar JMA 8303, letecký vyhledávací radar Mitsubishi Electric OPS-14C (je to varianta amerického AN/SPS-49), které doplňuje radar pro řízení provozu vrtulníků JMA 3000. Plavidlo bylo vyzbrojeno dvěma 35mm dvoukanóny Oerlikon KDA, dvěma 20mm kanóny JM61 Vulcan a dvěma 12,7mm kulomety. Dále nesou dva vodní dělo. Na palubě jsou rovněž malé hlídkové čluny a záchranný čluny. Na zádi se nachází přistávací plocha a hangáry pro dva vrtulníky AS332L1. Pohonný systém tvoří čtyři diesely IHI-SEMT-Pielstick 16PC2-5V-400 o celkovém výkonu 40 000 hp, pohánějící dva lodní šrouby se stavitelnými lopatkami. Manévrovací schopnosti zlepšují dvě příďová dokormidlovací zařízení. Stabilitu pomáhají udržovat dva páry ploutvových stabilizátorů na trupu. Nejvyšší rychlost dosahuje 25 uzlů. Dosah byla 20 000 námořních mil při 18 uzlech.